# La Crucifixion (Vouet)
 (septembre 2020).
Si vous disposez d'ouvrages ou d'articles de référence ou si vous connaissez des sites web de qualité traitant du thème abordé ici, merci de compléter l'article en donnant les références utiles à sa vérifiabilité et en les liant à la section « Notes et références ».
La Crucifixion de Simon Vouet est une œuvre imposante de 216 × 146 cm. Elle fut conçue entre 1636 et 1637. C'est une huile sur toile mettant en scène la passion du Christ, qui est en train de mourir. 
Le drapé des femmes est aussi impressionnant, comme celui de Marie.
Ce tableau fait partie d'un ensemble de trois œuvres : il été accompagné de tableaux représentant la Cène et l'incrédulité de saint Thomas.

## Historique de l'œuvre
Cette œuvre a été commandée à Simon Vouet par le cardinal Pierre Séguier. Il souhaitait la mettre dans la chapelle de son hôtel particulier. Cette œuvre était accompagnée de deux autres tableaux : la Cène et l'incrédulité de saint Thomas. Ces œuvres représentent trois scènes particulières de la vie de Jésus entre la scène du dernier repas et de sa mort sur la croix. La Crucifixion a été réalisé entre 1636 et 1637, l’œuvre fut conservée dans la chapelle du cardinal. Étant disposées au-dessus de l'autel, ces œuvres étaient avant tout religieuses. Elle fut par la suite offerte en 1816 au musée des Beaux-Arts de Lyon  par le cardinal Joseph Fesch. Le tableau est toujours entouré des deux tableaux mentionnés.

## Description
Cette toile est une représentation de la mort de Jésus-Christ sur la croix. Les personnages présents à ses côtés semblent être heurtés par la scène, leurs regards convergent sur la face du Christ. Le peintre choisit de représenter le moment précis de la fin de l'agonie du christ, la tête inclinée semble nous indiquer sa mort. Marie peinte en bas à droite est présentée à l'agonie, comme si elle partageait la douleur de la mort de son fils. La vierge est soutenue par l'apôtre Jean, regardant Jésus sur la croix. Sur la gauche du tableau se tient Marie-Madeleine, de dos, effarée par la scène, dans un geste de recul et les bras écartés.  
Jésus-Christ est mis en évidence par la lumière blanche projetée sur lui, ce qui fait de lui le personnage central de l’œuvre. De plus, nous pouvons distinguer, par leurs amplitudes et l'impression de mouvement, un drapé. L'œuvre est particulière de par l'impressionnant drapé de la vierge au premier plan comme pour montrer la magnificence du personnage. Simon Vouet a d'ailleurs effectué des gravures de ce drapé, cela montre tout le travail mis en place par le peintre pour ce détail précis.
Les visages ainsi que la lumière, qui rappellent la formation italienne du peintre, renforcent toute la théâtralité et la solennité de la scène.

## Contextes
Lors de la réalisation de l’œuvre, Simon Vouet était le peintre du roi Louis XIII et l'un de ceux qui étaient les plus connus de son temps. le tableau est réalisé à la suite d'une commande du cardinal Pierre Séguier, pour son hôtel particulier et plus précisément pour sa chapelle. Simon Vouet réalise cette œuvre durant l'âge classique et on retrouve dans sa peinture les marques de ce mouvement artistique. 

## Analyse
Cette œuvre est classique dans les traits de peinture, par des lignes de forces rectilignes ainsi que dans le thème choisi. C'est la représentation d'une scène biblique qui marque bien la période de la contre-réforme. Nous pouvons aussi remarquer de nombreux détails et une ligne droite qui se dégage du tableau. Mais nous pouvons aussi souligner que l'œuvre se rapproche de l'art baroque à travers le mouvement donné par le drapé de la vierge. Un artiste du même siècle, Philippe de Champaigne, donne une représentation du christ sur la croix de manière moins théâtrale en peignant uniquement la figure du Christ. Pourtant, les deux artistes restent fidèles aux détails du texte biblique en représentant la ville et le mont Golgotha. 

### Choix du sujet
L'artiste a choisi cette œuvre car c'est une commande qui lui a été demandée par le Chancelier Séguier. De plus, le thème était en relation directe avec le contexte historique de l'époque et la personne qui lui a demandé car il était à la fois homme d'état et d'église. 
Le Classicisme imprègne alors le peintre, et il ne peut que faire un tableau classique car il est destiné à un homme d’état, la commande doit alors forcément répondre aux impératifs artistiques de l'époque.

### Réalisation de l’œuvre
L'artiste a fait de nombreux croquis de son œuvre, en particulier sur la figure de la vierge et de son drapé, pour donner un effet réaliste et de mouvement. il a beaucoup travaillé le corps du Christ afin de mettre en avant de nombreux détails. Son anatomie est particulièrement détaillée, ce qui rend le personnage encore plus voyant et qui en fait le centre du tableau.

### Composition
La croix permet de marquer les lignes de force du tableau, et la perspective place le christ au centre de l’œuvre. La lumière dans laquelle baigne le tableau rappelle la formation caravagesque qu'a suivie le peintre. le drapé, mais aussi les couleurs d'un ton pastel mettent en évidence les femmes, en particulier Marie, au premier plan à droite.

### Choix de représentation

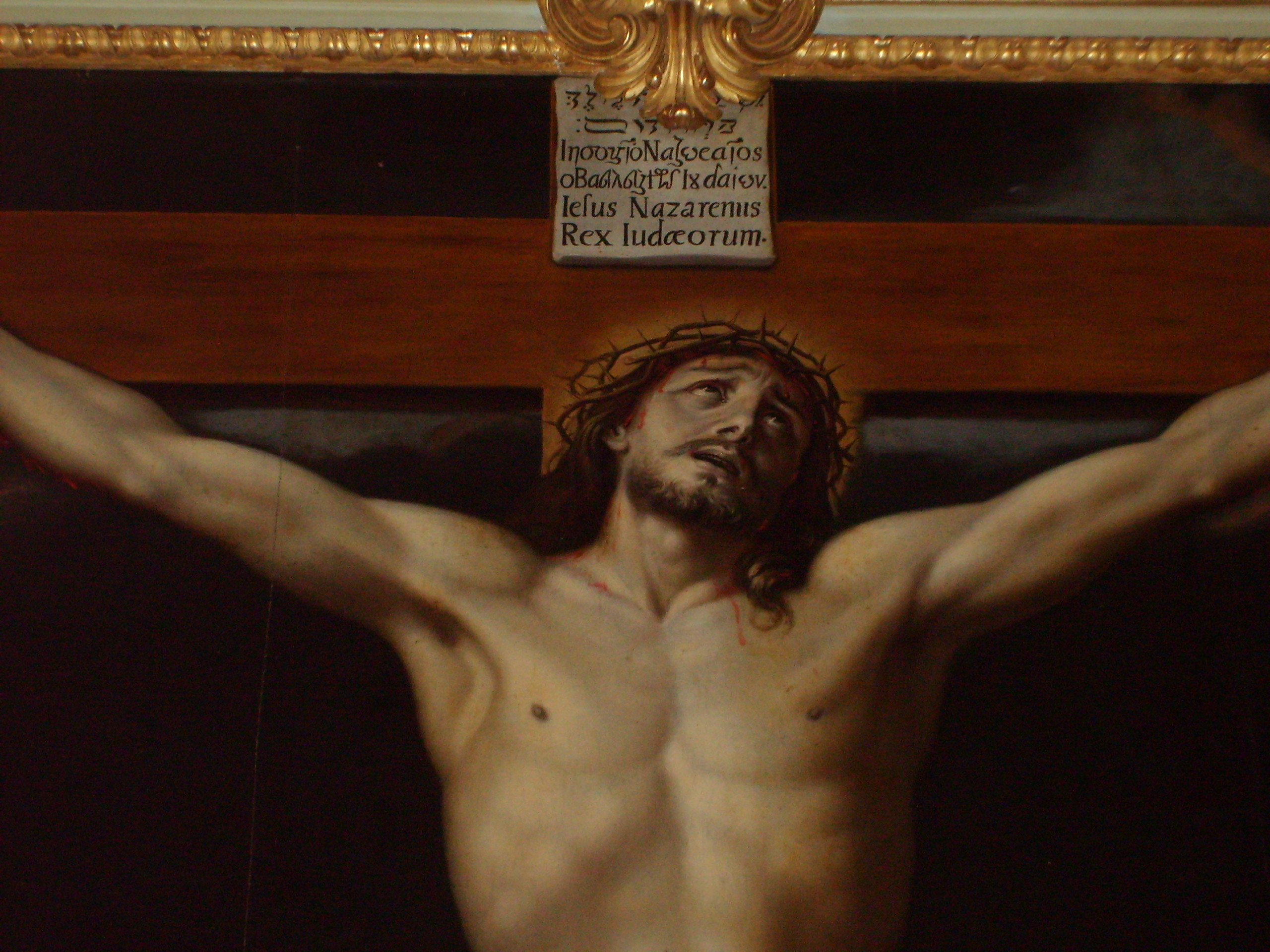
La version de Philippe de Champaigne exposé a Grenoble, elle reprend le même thème sous une autre forme que celle de Simon Vouet

Les regards de Marie-Madeleine et Saint Jean convergent vers le Christ ; ce trio rappelle alors la trinité. Cette représentation respecte bien les Écritures par les personnages présents. Le parallèle est frappant avec la crucifixion de Philippe de Champaigne, qui est exposé à Grenoble. Celle de ce dernier est dénuée de personnages, et représente uniquement le Christ. l'œuvre de Simon Vouet semble plus complète en termes de personnages et de précision historique.